# Metaldetektor
En metaldetektor er et måleinstrument, der ved hjælp af elektromagnetisk induktion identificerer metalværdier fra diverse metaller. Det benyttes for eksempel af detektorførere i deres jagt på levn fra fortiden, der indeholder metaller, og flere af Danmarks arkæologiske fund gøres med disse apparater.
Metaldetektoren bruges også i sikkerhedsbrancen – eksempelvis i lufthavne – når der skal screenes for våben og andre uønskede metalgenstande.
I Danmark må private anvende metaldetektor på åbent land, så længe der ikke graves dybere end pløjelaget. 
Som ved anden færdsel på privat område, skal man forinden have sikret sig tilladelse fra lodsejeren. 
Det er ulovligt at gå med metaldetektor på fredede fortidsminder, som gravhøje, jættestuer, stendysser, voldsteder, skanser og gravpladser. Alle synlige fortidsminder er fredede, uafhængigt om der er opsat fredningsten eller anden skiltning. 
Ved fund af større genstande eller skattefund skal det relevante arkæologiske museum kontaktes. Skattefund er defineret som to eller flere metalfund fundet samlet.  
Ifølge danefælovgivningen skal fund afleveres til Nationalmuseet via det nærmeste arkæologiske museum.

## Typer af metaldetektorer
Der findes følgende hovedtyper af metaldetektorer:
- Stødtoneoscillator – kaldes også på engelsk beat frequency oscillator (BFO).
- Induktionsbalance (IB).
- Pulse induktion (PI).
- Very low frequency (VLF).
- Simultan multifrekvens (Multi-IQ).